# Nyossøen
Nyossøen er en dyb kratersø i det nordvestlige Cameroun kaldet Dødens Sø, da den er mættet med kuldioxid (CO2), der kommer fra en lomme af magma  der ligger under søen. Den 21. august 1986 forårsagede et kuldioxyd-udslip, at 1.700 mennesker og 3.599 husdyr omkom.